# Grandson
Grandson är en ort och kommun i distriktet Jura-Nord vaudois i kantonen Vaud, Schweiz. Kommunen har 3 384 invånare (2023).
Kommunen ligger längs Neuchâtelsjön. 